# ATP Recordings
L'ATP Recordings è un'etichetta discografica indipendente inglese fondata nel 2001 dal londinese Barry Hogan, promotore di concerti e organizzatore del festival All Tomorrow's Party. Creata inizialmente per pubblicare la compilation del festival curato dai Tortoise, fece la stessa cosa per diverse altre edizioni. Il CD veniva regalato a tutti coloro che avessero partecipato al festival. La compilation più recente risale al Nightmare Before Christmas del 2006, in cui ATP Recordings e Plan B Magazine collaborarono per renderla possibile.
Successivamente l'etichetta cominciò a pubblicare anche album di band come Threnody Ensemble, Bardo Pond, The Magic Band, Jackie-O Motherfucker, Deerhoof, White Out.
Negli ultimi anni, ATP Recordings si è espansa, aggiungendo al suo roster anche gli Apse, i The Drones, Alexander Tucker, i Death Vessel, i Fuck Buttons, Fursaxa, i The Scientists, gli Sleepy Sun, i Built to Spill, Camila Fuchs e gli Autolux
Nel 2007, ATP Recordings ha annunciato la serie "Custom Made", una collezione di singoli in doppio 7" in cui ogni band sceglieva quattro brani: uno vecchio, uno nuovo, una cover e uno "blue", lasciando libertà interpretativa agli artisti. I primi a partecipare a questa serie sono stati The Drones, Alexander Tucker e Deerhoof.
L'etichetta ha anche pubblicato un'edizione da collezione dell'album classico degli Spiritualized "Ladies and Gentlemen We Are Floating in Space".
Nel 2010, ATP Recordings ha annunciato la distribuzione della musica dei Built To Spill in Europa e degli Autolux a livello mondiale (esclusi Giappone e Nord America).
Inoltre, ha pubblicato l'album solista di debutto di Gareth Liddiard, frontman dei The Drones.
Nel 2012, tra le nuove firme dell'etichetta figuravano Tall Firs, Tennis e Anywhere (con membri di The Mars Volta, Triclops! e The Minutemen)